# Објекти и уређаји дистрибутивне мреже
Дистрибутивна мрежа је део електроенергетског система који  омогућава да се електрична енергија преузета из преносне мреже или мањих електрана прикључених на дистрибутивну мрежу,дистрибуира до средњих и малих потрошача.

## Објекти и уређаји
Електроенеретски систем је сачињен од четири основне целине:

### Електране
Електране различитих врста су постројења у којима се производи електрична енергија. Основни делови сваке електране су:
Електрични генератор, који као напонски извор производи електричну енергију.
Блок трансформатор, представља уређај преко којег се електрична енергија произведена у генератору, трансформише на напонски ниво вода на који је електрана прикључена.
Електране (генератори) већих снага се прикључују на преносну мрежу, док се електране мањих снага прикључују на дистрибутивну мрежу ("дистрибуирани извори"), или директно на инсталације потрошача ("потрошачке електране").

### Преносна мрежа
Преносна мрежа, којом се електрична енергија транспортује од електрана до дистрибутивне мреже и великих потрошача, односно, омогућава размена снаге између повезаних електроенергетских система. Састоји се од надземних и подземних (кабловских) водова високог напона  и расклопних постројења (трансформаторске станице и разводна постројења).

### Дистрибутивна мрежа
Дистрибутивна мрежа, којом се електрична енергија преузета из преносне мреже или мањих електрана прикључених на дистрибутивну мрежу, дистрибуира до средњих и малих потрошача. Као и преносна мрежа, састоји се од надземних и кабловских водова (нижих напона од  110 kV) и расклопних постројења (такође мањих називних напона). Дели се на две целине:
·                   Средњонапонска дистрибутивна мрежа (најчешће називних напона  10 kV, 20 kV, 35 kV).
·                   Нисконапонска дистрибутивна мрежа ( најчешће називног напона 0,4 kV ).

### Потрошачи
Потрошачи електричне енергије преузимају електричну енергију из преносне или дистрибутивне мреже и троше је за своје потребе. Потрошачем у ширем смислу се може сматрати и један део преносне или дистрибутивне мреже, у случају да се посматра само део електроенергетског система изнад одређеног напонског нивоа.
Потрошачи ел.енергије се групишу на секторе и категорије потрошње.
Сектори потрошње су: домаћинства, комерцијална потрошња, индустрија и остала потрошња.
Категорије потрошње се добијају тако што се групишу сродни потрошачи у појединим секторима и то су:
- домаћинства (целокупна потрошња ел. енергије у индивидуалним стамбеним објектима и становима, зградама и пољопривредним домаћинствима),
- индустрија, занатство, трговина (целокупна комерцијална потрошња),
- пољопривреда (потрошња пољопривредних предузећа и иригационих система),
- комунална потрошња (потрошња јавног осветљења, водовода, канализације и градског електричног саобраћаја-трамваји, тролејбуси, електрични аутобуси),
- саобраћај (потрошња ел.локомотива у јавном железничком саобраћају),
- остала потрошња.

Обзиром на то како се одређује струја кратког споја, потрошачи ел.енергије се деле на:
- активне (асинхрони и синхрони мотори).

Асинхрони мотори немају побуду, па њихов утицај на струју кратког споја траје веома кратко (нпр.до 40ms). После овог времена асинхрони мотор се понаша као пасивни потрошач.
Синхрони мотори имају сопствену побуду, те утичу на повећање струје кратког споја.
- пасивни потрошачи (омски отпори, сијалице и сл.).

Приликом прорачуна струја кратког споја пасивни потрошачи се не узимају у обзир, тј. као да је постројење у празном ходу.